# ケトパントイン酸
ケトパントイン酸（ケトパントインさん、英語: ketopantoic acid）は、化学式が HOCH
2(CH
3)
2CC(O)CO
2H の有機化合物である。
生理的条件下では、共役塩基のケトパントアート HOCH
2(CH
3)
2CC(O)CO−
2 として存在する。

## 生合成
生合成はヒドロキシメチル化によってα-ケトイソ吉草酸から進行する。
(CH
3)
2CHC(O)CO−
2 + CH
2O  →  HOCH
2(CH
3)
2CC(O)CO−
2
この変換はケトパントイン酸ヒドロキシメチルトランスフェラーゼ（EC 2.1.2.11）によって触媒される。
ケトパントイン酸は2-デヒドロパントイン酸-2-レダクターゼ（EC 1.1.1.169）の基質となり、一般的な補欠基であるパントテン酸の前駆体であるパントイン酸を生成する。